# Leonardo Deplano
Leonardo Deplano (Florença, 21 de julho de 1999) é um nadador italiano.

## Carreira
Em 2023, no Campeonato Mundial em Fukuoka, Alessandro Miressi, Leonardo Deplano, Lorenzo Zazzeri e Manuel Frigo foram os terceiros mais rápidos no revezamento 4 x 100 metros livre na corrida preliminar. Os australianos venceram na final. Alessandro Miressi, Manuel Frigo, Lorenzo Zazzeri e Thomas Ceccon conquistaram a medalha de prata, 0,33 segundos atrás dos australianos e 0,32 segundos à frente da seleção norte-americana. Deplano ficou em oitavo lugar nos 50 metros livres.
No final de 2023, no Campeonato Europeu de Curta Distância em Otopeni, o revezamento 4 x 50 metros livre com Leonardo Deplano, Lorenzo Zazzeri, Thomas Ceccon e Alessandro Miressi conquistou a medalha de prata atrás dos britânicos. Giovanni Izzo esteve presente na fase preliminar. Deplano ficou em sexto lugar nos 100 metros livres. O revezamento 4 x 50 metros livre misto com Alessandro Miressi, Lorenzo Zazzeri, Jasmine Nocentini e Silvia Di Pietro conquistou mais uma medalha de prata. Aqui Leonardo Deplano, Giovanni Izzo e Sara Curtis também receberam medalha de prata por seus esforços preliminares.
Em fevereiro de 2024, no Campeonato Mundial em Doha, o revezamento 4 x 100 metros livre com Lorenzo Zazzeri, Paolo Conte Bonin, Leonardo Deplano e Alessandro Miressi nadaram o segundo tempo mais rápido. Na final, Alessandro Miressi, Lorenzo Zazzeri, Paolo Conte Bonin e Manuel Frigo foram quase um segundo mais rápidos que o revezamento preliminar e conquistaram a prata atrás dos chineses e à frente do quarteto dos Estados Unidos. Nos 50 metros livres, Deplano foi eliminado em décimo lugar nas semifinais, a cinco centésimos de segundo da final.
Cinco meses após o Campeonato Mundial nos Jogos Olímpicos de Paris, o revezamento 4 x 100 metros livre com Lorenzo Zazzeri, Leonardo Deplano, Paolo Conte Bonin e Manuel Frigo nadaram o sexto melhor tempo. Na corrida final, Alessandro Miressi, Thomas Ceccon, Paolo Conte Bonin e Manuel Frigo foram mais de dois segundos mais rápidos que o revezamento preliminar e terminaram em terceiro, atrás do revezamento norte-americano e dos australianos. Nos 100 metros livres, Deplano foi 23º nas mangas. Deplano chegou à final dos 50 metros livre e ficou em sétimo lugar.